# Sleziníkovité

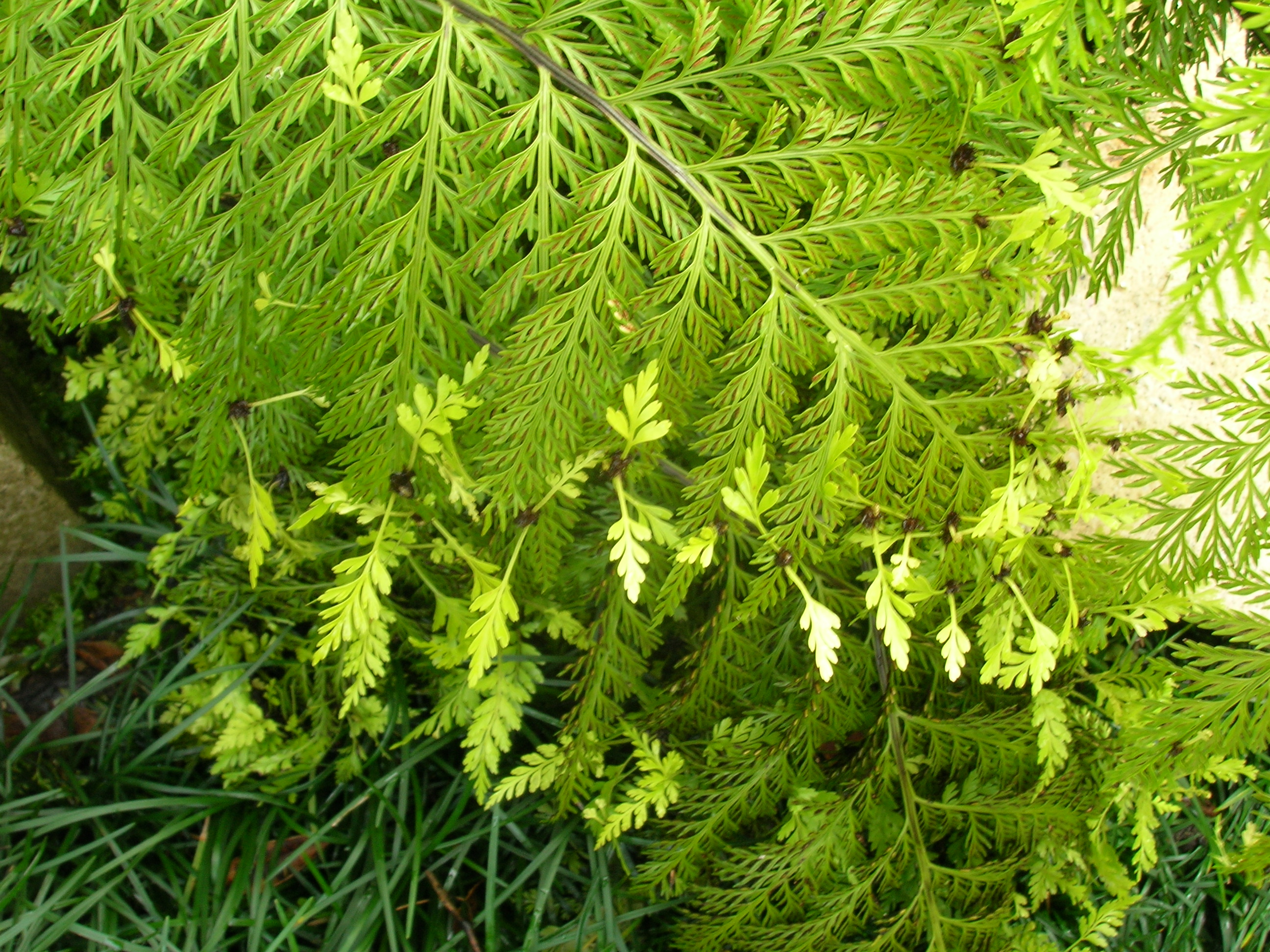
Viviparie na listech Asplenium bulbiferum

Sleziníkovité (Aspleniaceae) je čeleď kapradin z řádu osladičotvaré (Polypodiales). Jsou to pozemní, skalní i epifytní kapradiny s listy v růžici, rozšířené po celém světě. V květeně České republiky se vyskytuje několik druhů sleziníku, jelení jazyk celolistý a velmi vzácně i kyvor lékařský.

## Popis

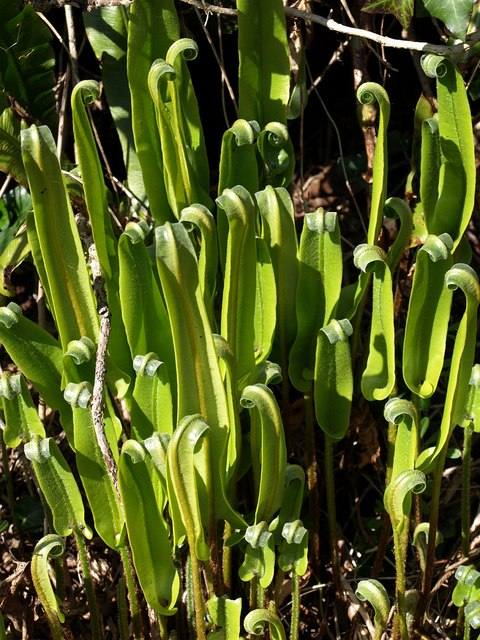
Rozvíjející se listy jeleního jazyka celolistého (Asplenium scolopendrium)

Zástupci čeledi sleziníkovité jsou pozemní, skalní nebo řidčeji epifytní kapradiny s listy v růžici. Oddenek je pokrytý plevinami, částečně či zcela vzpřímený nebo zřídka dlouze plazivý a rozvětvený, většinou bez vůně nebo výjimečně vonící po mentolu (Asplenium longissimum). U epifytního sleziníku hnízdatého (Asplenium nidus) je oddenek silně zkrácený a vytváří koš v němž se zachycuje humus. Kořeny jsou černé, drátovité. Listy jsou střídavé (sleziník) nebo dvouřadě uspořádané (Hymenasplenium). Sterilní a fertilní listy se tvarově většinou neliší, pouze u některých druhů jsou plodné listy vyšší a užší než sterilní. V bázi řapíku jsou 2 cévní svazky ve tvaru písmene C a přilehlé k sobě zády, v opačné části řapíku se spojující do tvaru X. Pleviny na listech a oddenku jsou výrazně síťované, což je způsobeno silnými tmavě zbarvenými buněčnými stěnami, kontrastujícími s téměř průhlednou výplní. Listy jsou velmi rozmanitého charakteru, od jednoduchých celistvých až po 4x zpeřené. Čepel listů je měkká, bylinná až tuhá a kožovitá. Žilky listů jsou volné a dosahující okraje čepele nebo ukončené před ním, anebo se navzájem spojují a vzniklé areoly pak neobsahují další volné žilky. U některých zástupců je vyvinuta sběrná žilka běžící podél okraje listu. U některých druhů se na vrcholech listů nebo v úžlabích vytvářejí rozmnožovací hlízky, ze kterých mohou přímo na rostlině vyrůstat mladé rostlinky (viviparie).
Výtrusné kupky se tvoří na jedné straně podél žilky, mají měsíčkovitý až čárkovitý tvar a obvykle jsou kryté ostěrou. Pouze výjimečně se tvoří výtrusné kupky v párech a jsou k sobě přilehlé, pak ovšem často nevznikají podél té samé žilky. Ostěra přirůstá na boku výtrusnicové kupky. Výtrusnice mají ve střední části tkáň tvořenou pouze 1 řadou buněk a přerušený prstenec. Spory jsou monoletní, hnědé. Gametofyt je nadzemní, zelený, srdčitého tvaru.

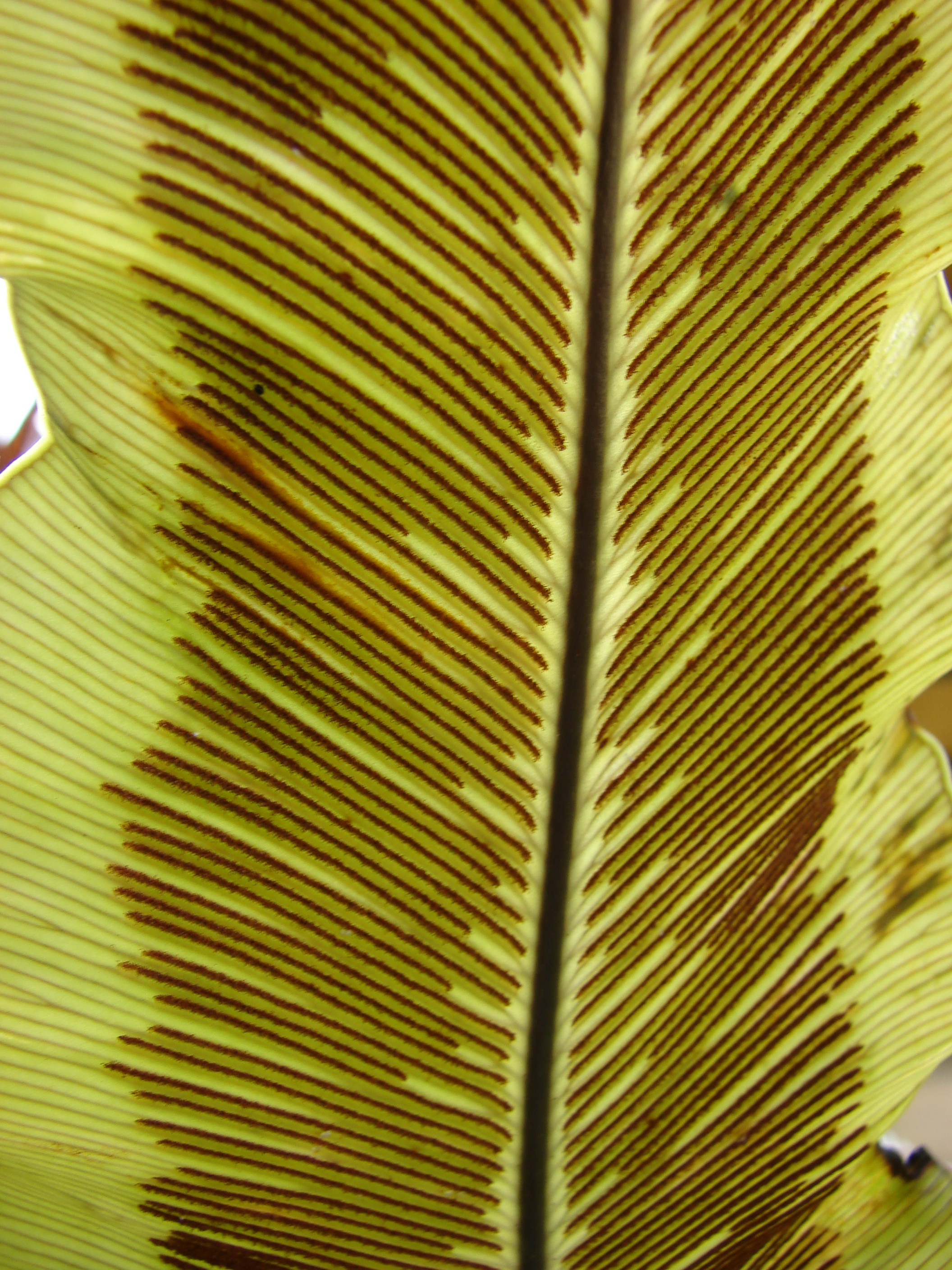
Asplenium nidus
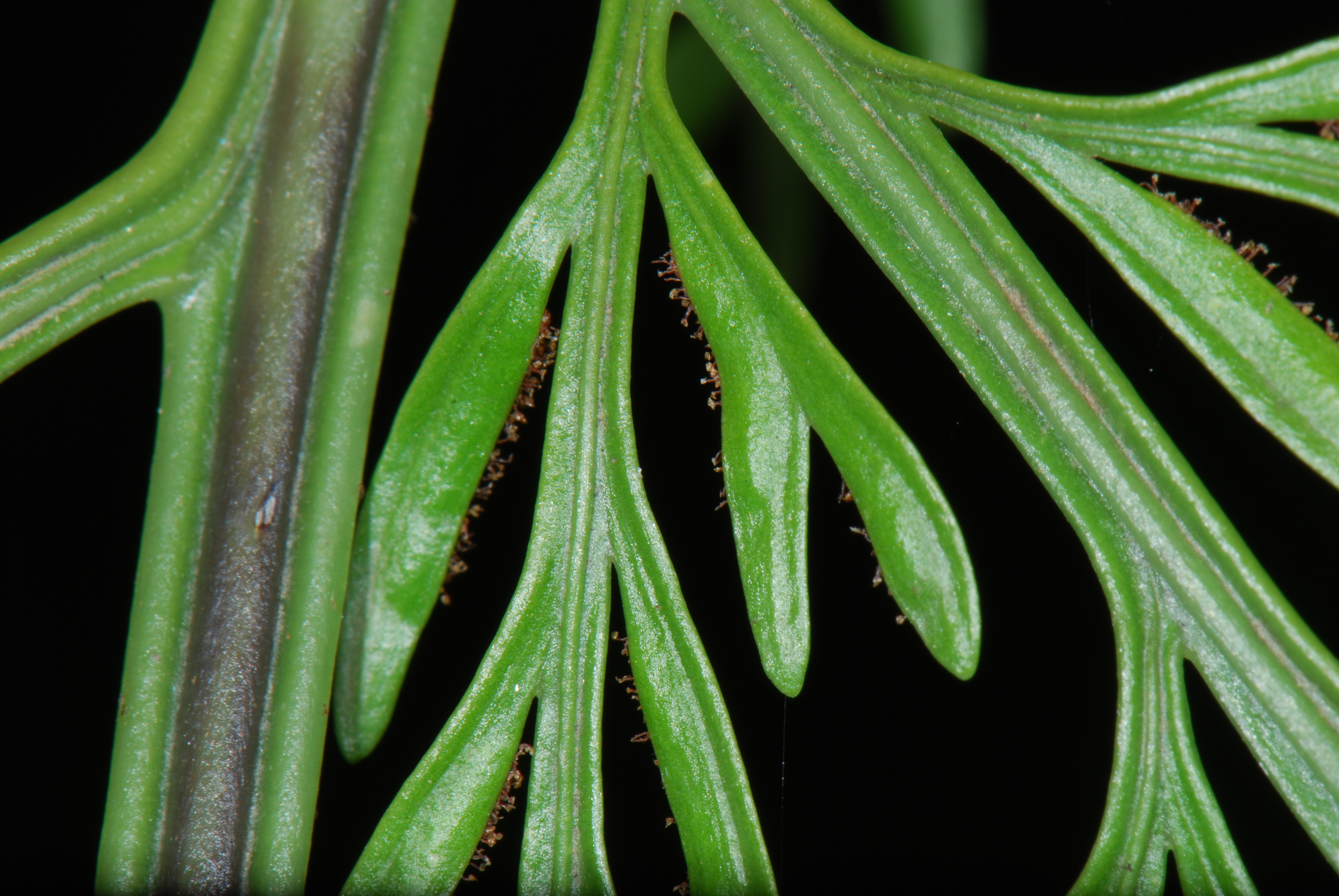
Detail listu Asplenium bulbiferum
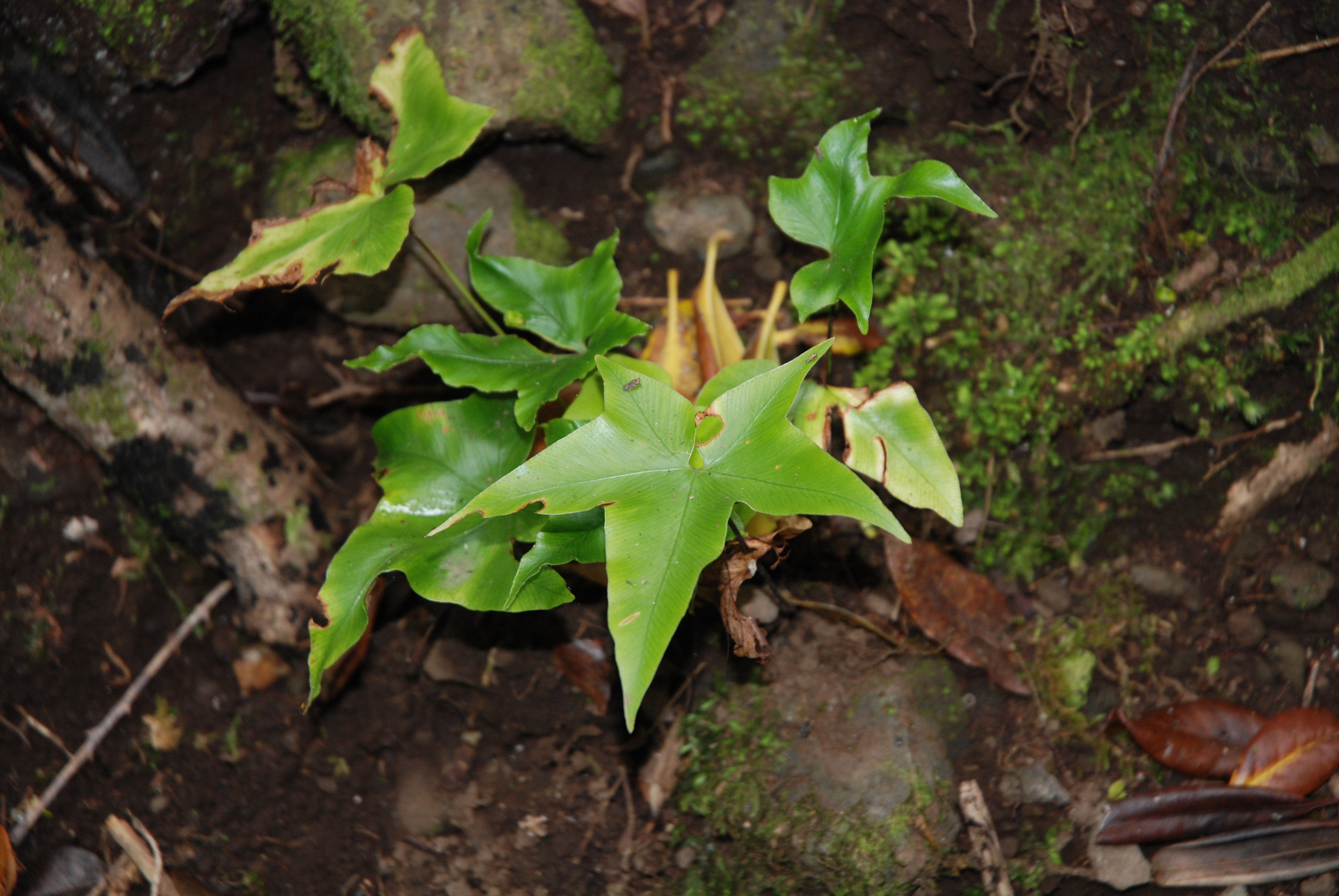
Sleziník Asplenium hemionitis
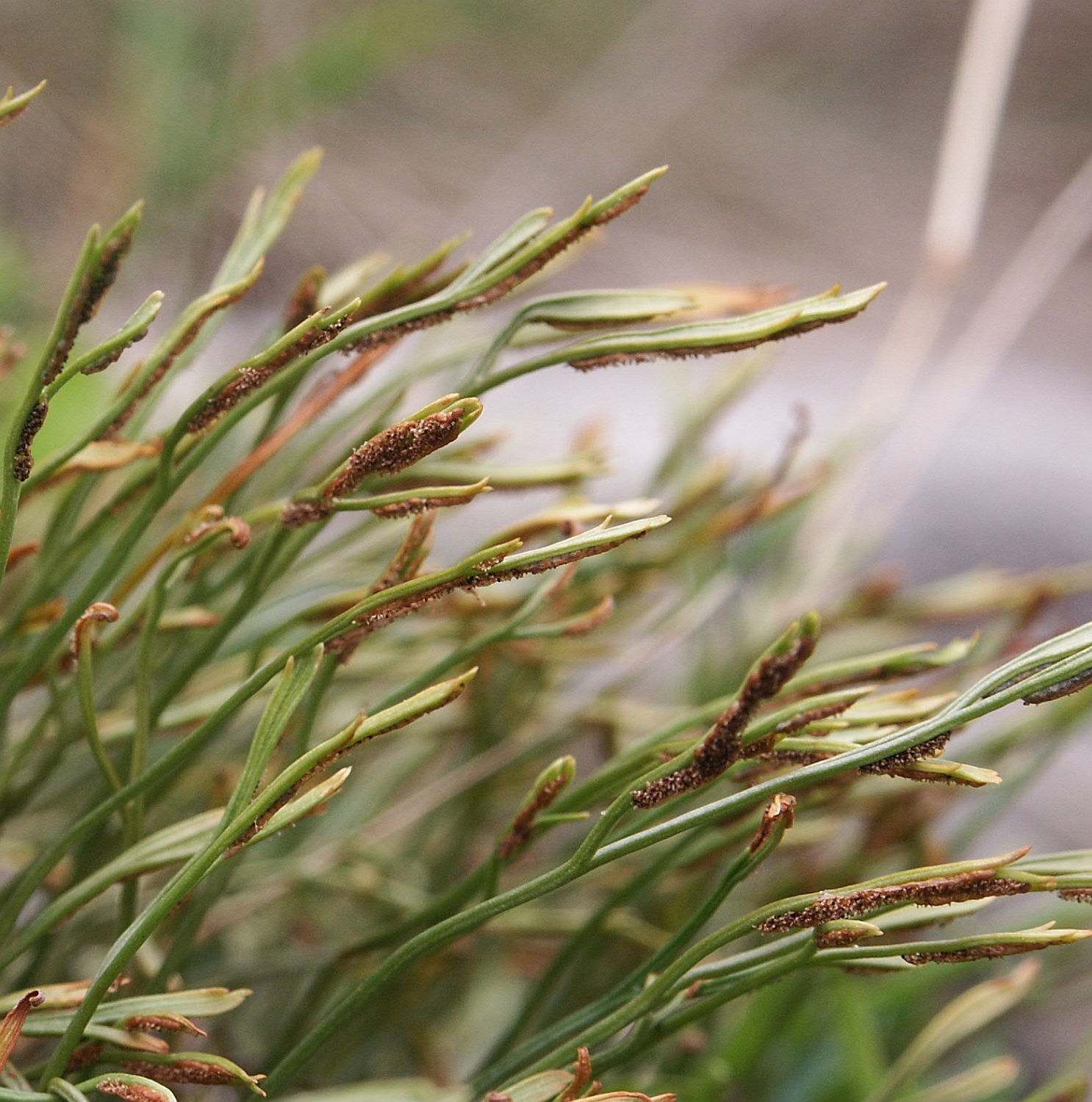
Sleziník severní (Asplenium septentrionale)
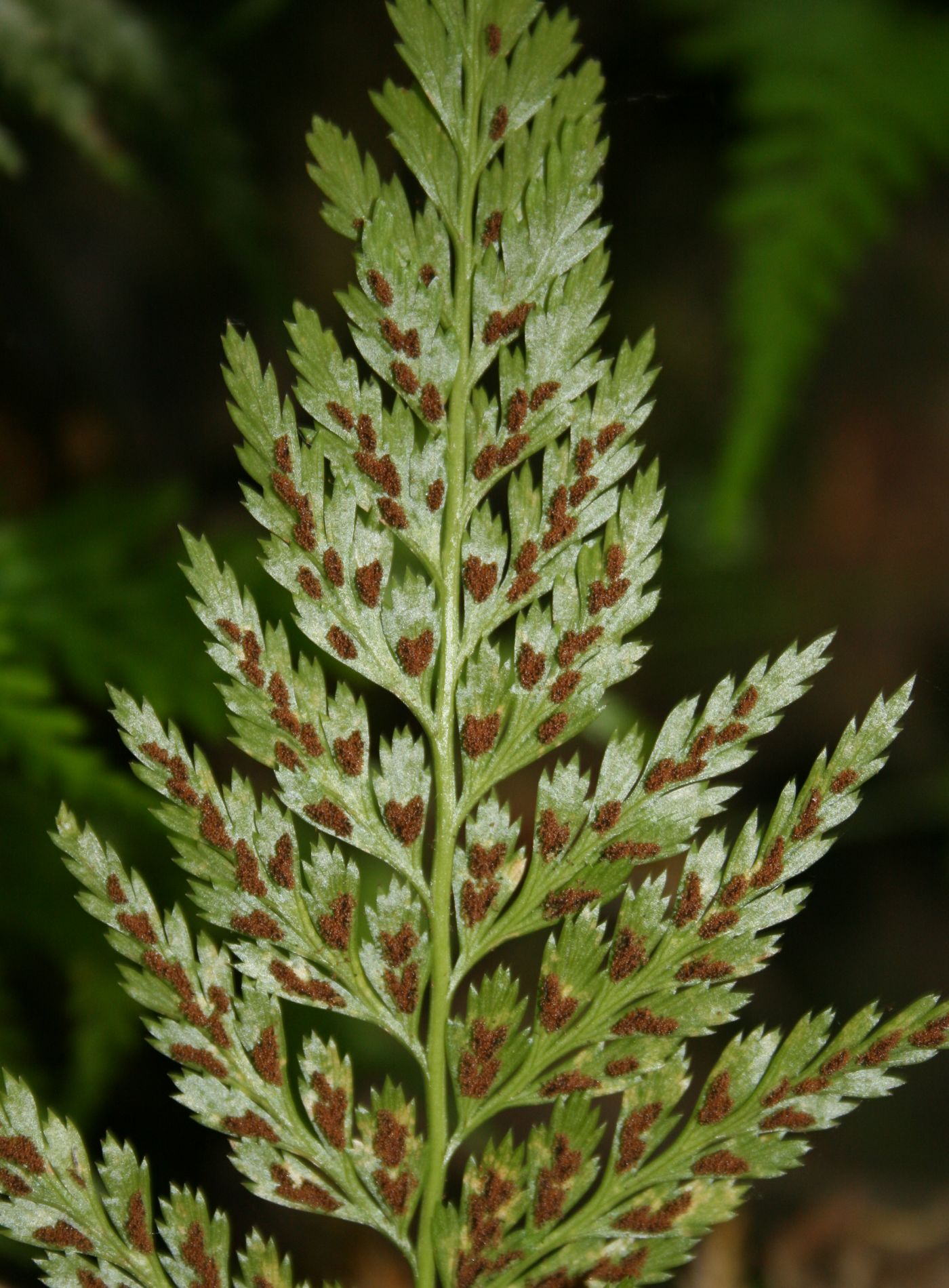
Asplenium onopteris
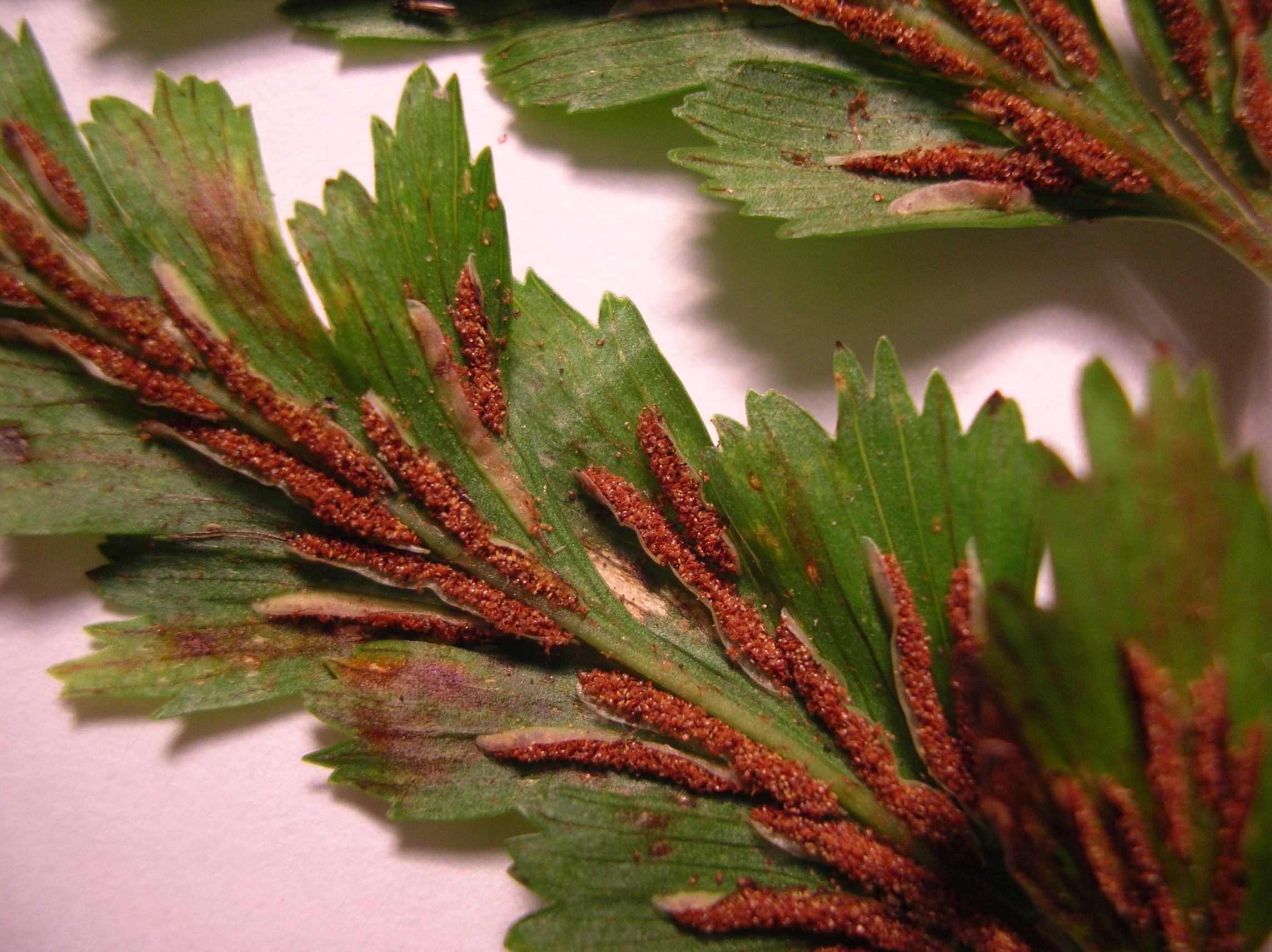
Detail výtrusných kupek Asplenium polyodon
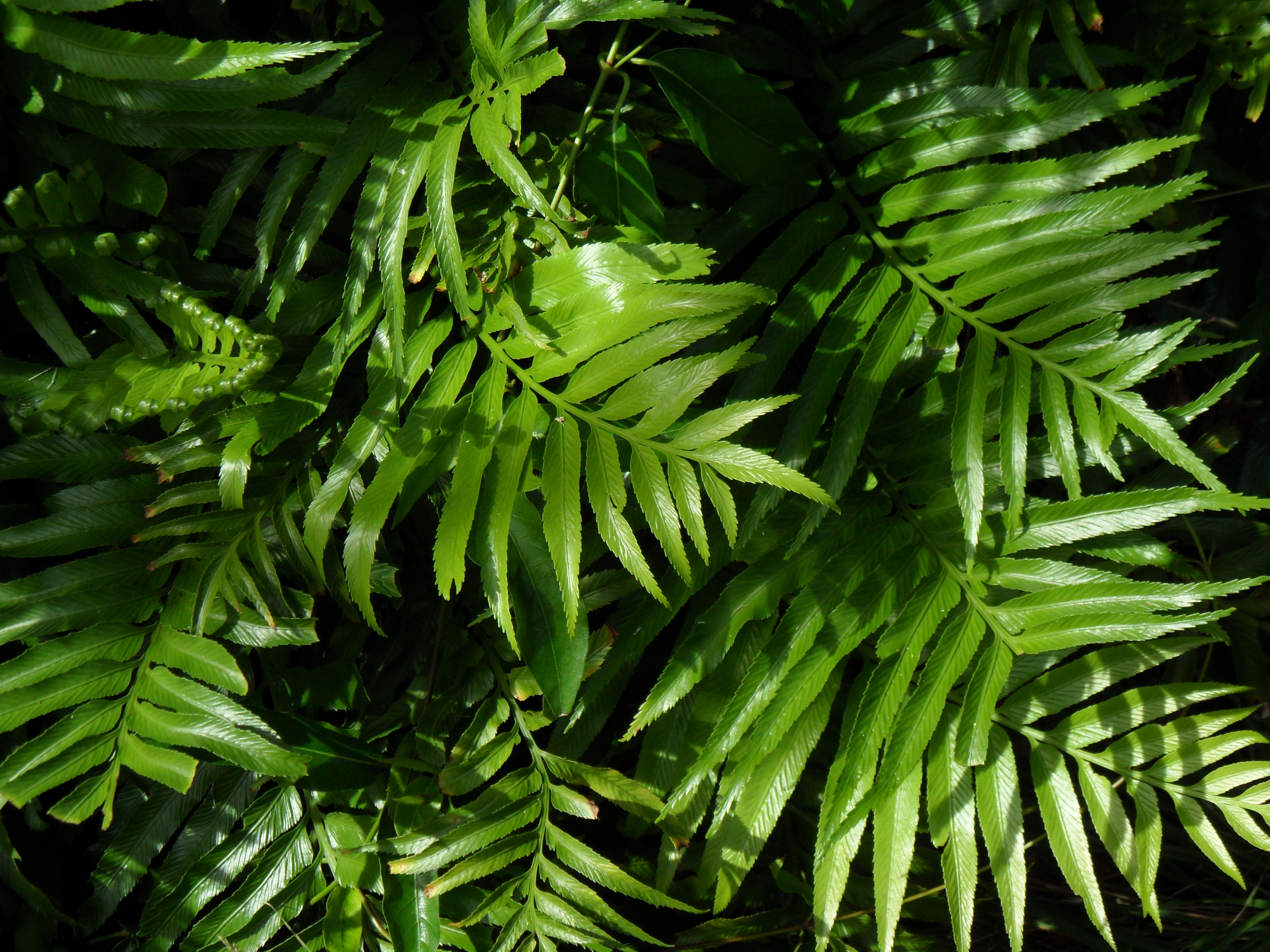
Asplenium milnei
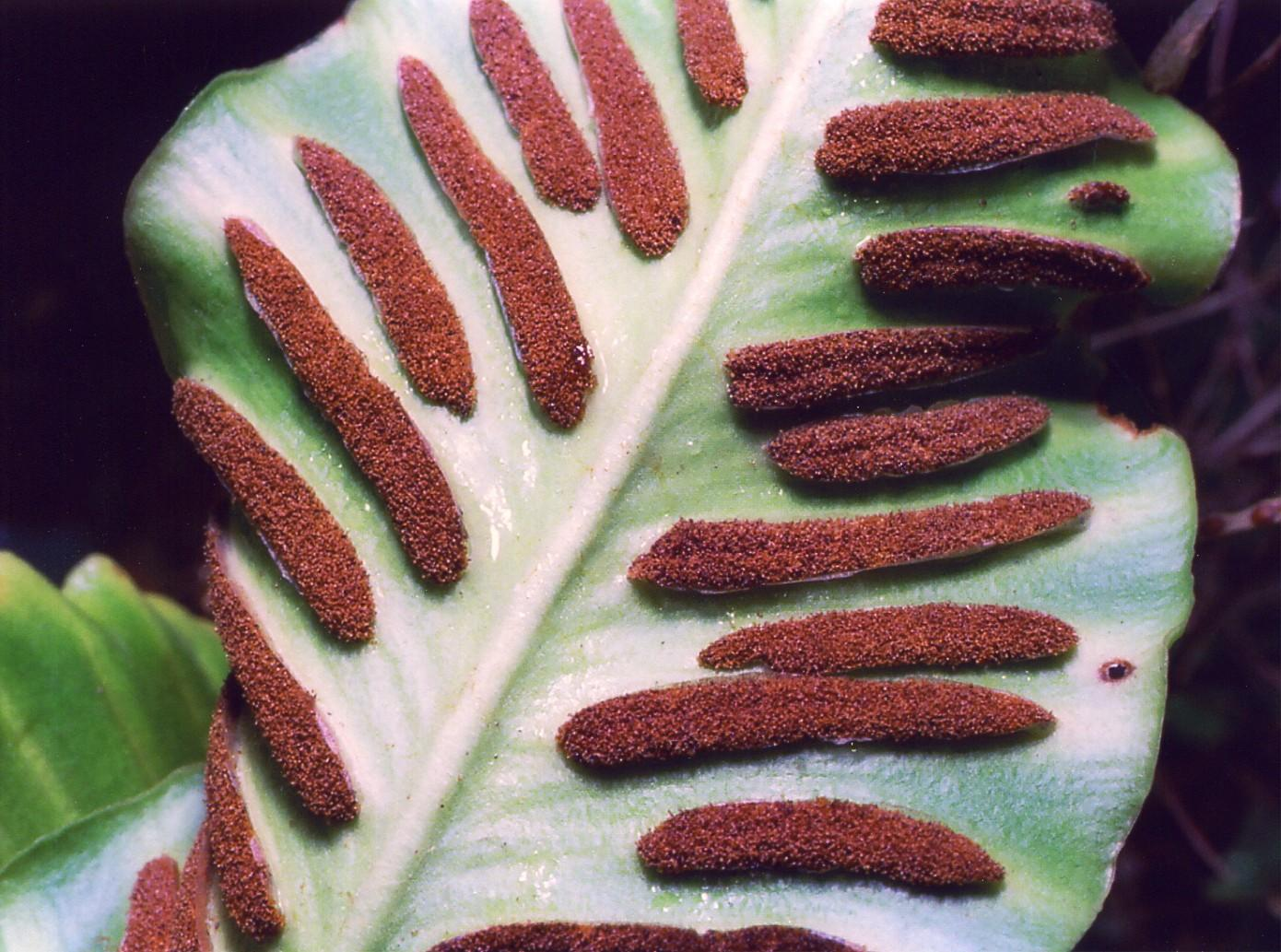
Asplenium scolopendrium

## Rozšíření
Sleziníkovité zahrnují v současném pojetí asi 700 druhů ve 2 rodech. Rod sleziník (Asplenium) je rozšířen celosvětově. Rod Hymenasplenium zahrnuje asi 30 druhů a vyskytuje se v Asii, Africe i tropické Americe. V české květeně se vyskytuje 6 druhů sleziníku (Asplenium) a různí kříženci, jelení jazyk celolistý (Asplenium scolopendrium) a kyvor lékařský (Asplenium ceterach). V rámci Evropy se vyskytuje mnoho dalších druhů sleziníku zejména ve Středomoří.

## Rozlišovací znaky
Navzdory velké morfologické variabilitě jsou sleziníkovité většinou dobře rozpoznatelné podle čárkovitých výtrusných kupek s postranní ostěrou, uspořádaných po jedné straně listové žilky. U některých druhů jsou výtrusné kupky v párech a rostliny tak mohou tak být zaměněny s rodem Displazium, většinou však tyto kupky nevznikají z té samé žilky a bývají omezené na malou část plochy čepele.

## Taxonomie
Rod sleziník byl tradičně rozdělován na více rodů (většinou kolem 10), dnešní taxonomie se však kloní k jejich sloučení do rodu sleziník. To se týká i našich druhů jelení jazyk celolistý (Asplenium scolopendrium, syn. Phyllitis scolopendrium) a kyvor lékařský (Asplenium ceterach, syn. Ceterach officinarum). Současná taxonomie odděluje od sleziníku pouze rod Hymenasplenium, a to na základě cytologie. Ostatní taxony se se zástupci rodu sleziník (Asplenium s.str.) velmi ochotně kříží a tím nesplňují podmínku pro přijetí na rodové úrovni. Navíc je rod sleziník v úzkém pojetí (s.str.) parafyletický.

## Význam
Některé druhy sleziníku (Asplenium trichomanes, A. platyneuron, A. rhizophyllum), kyvor lékařský a jelení jazyk celolistý bývají pěstované jako skalničky, případně jako stínomilné rostliny. Sleziník hnízdatý (Asplenium nidus) a sleziník Asplenium antiquum jsou pěstovány jako pokojové rostliny. Živorodé druhy, jako je Asplenium bulbiferum a Asplenium viviparum, bývají pěstovány jako pozoruhodnost v botanických zahradách.

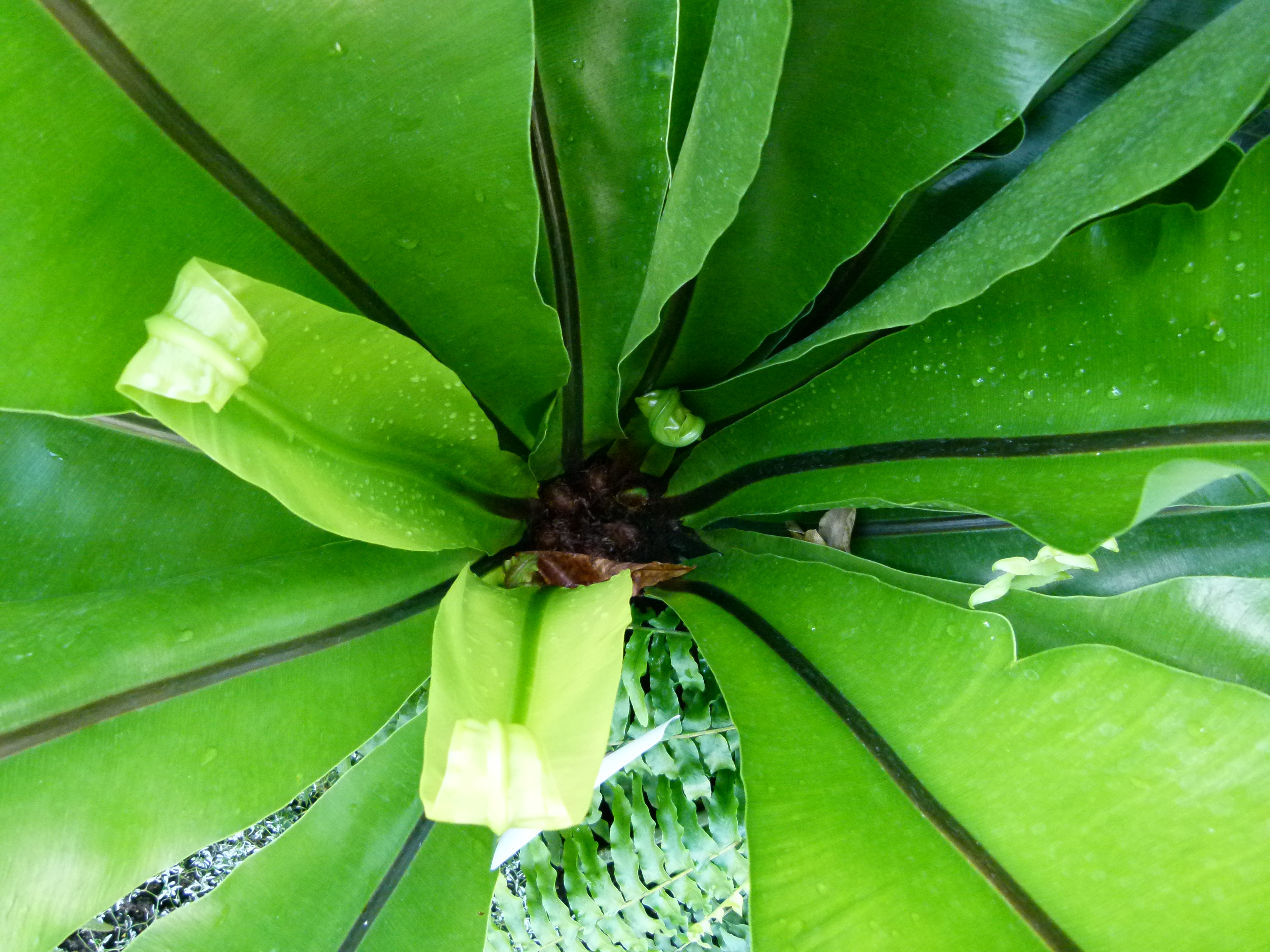
Sleziník hnízdatý (Asplenium nidus)
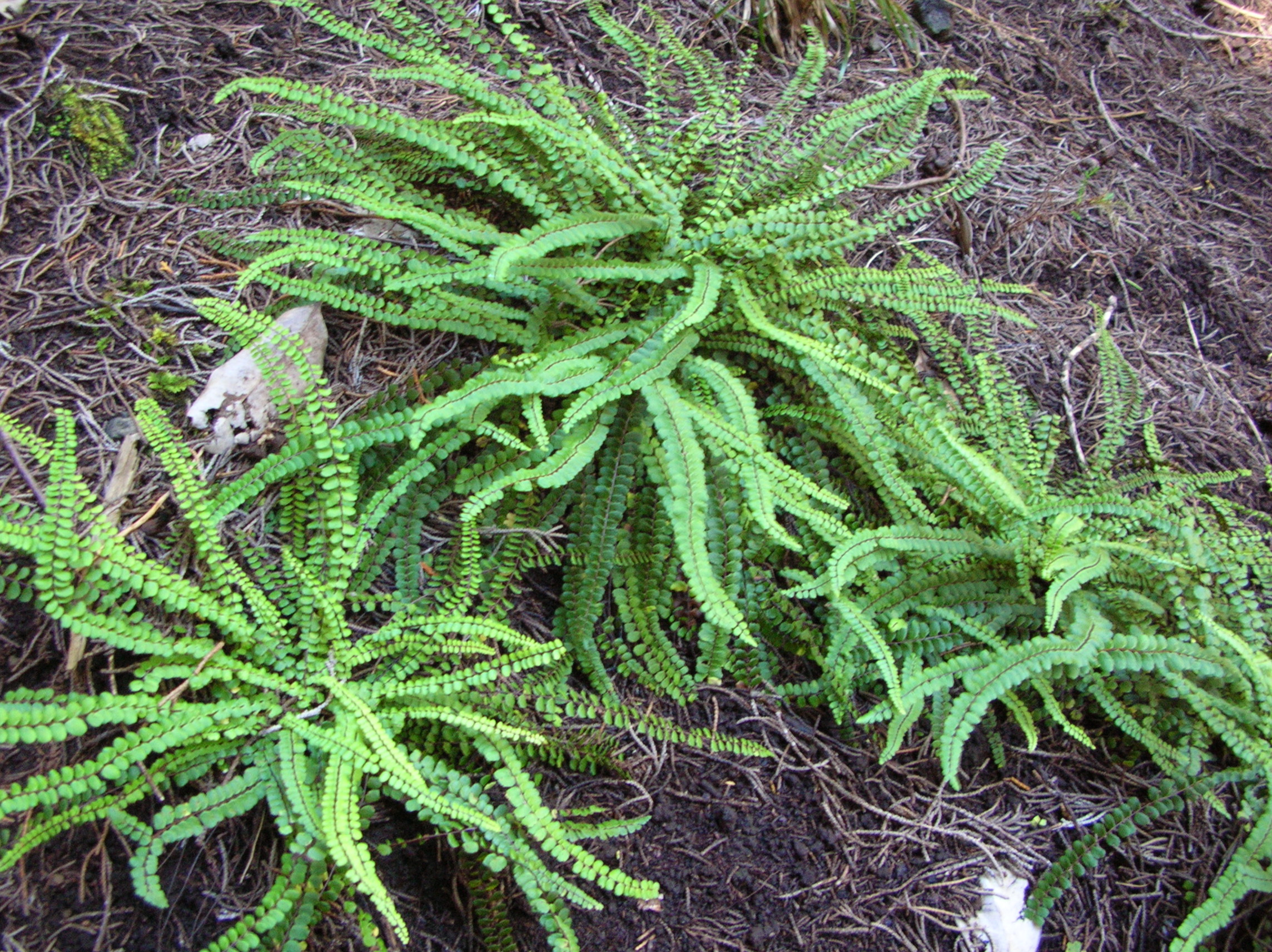
Sleziník červený (Asplenium trichomanes subsp. densum)
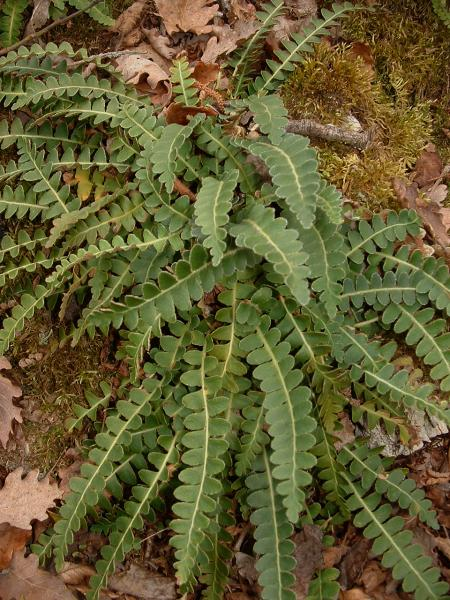
Kyvor lékařský (Asplenium ceterach)
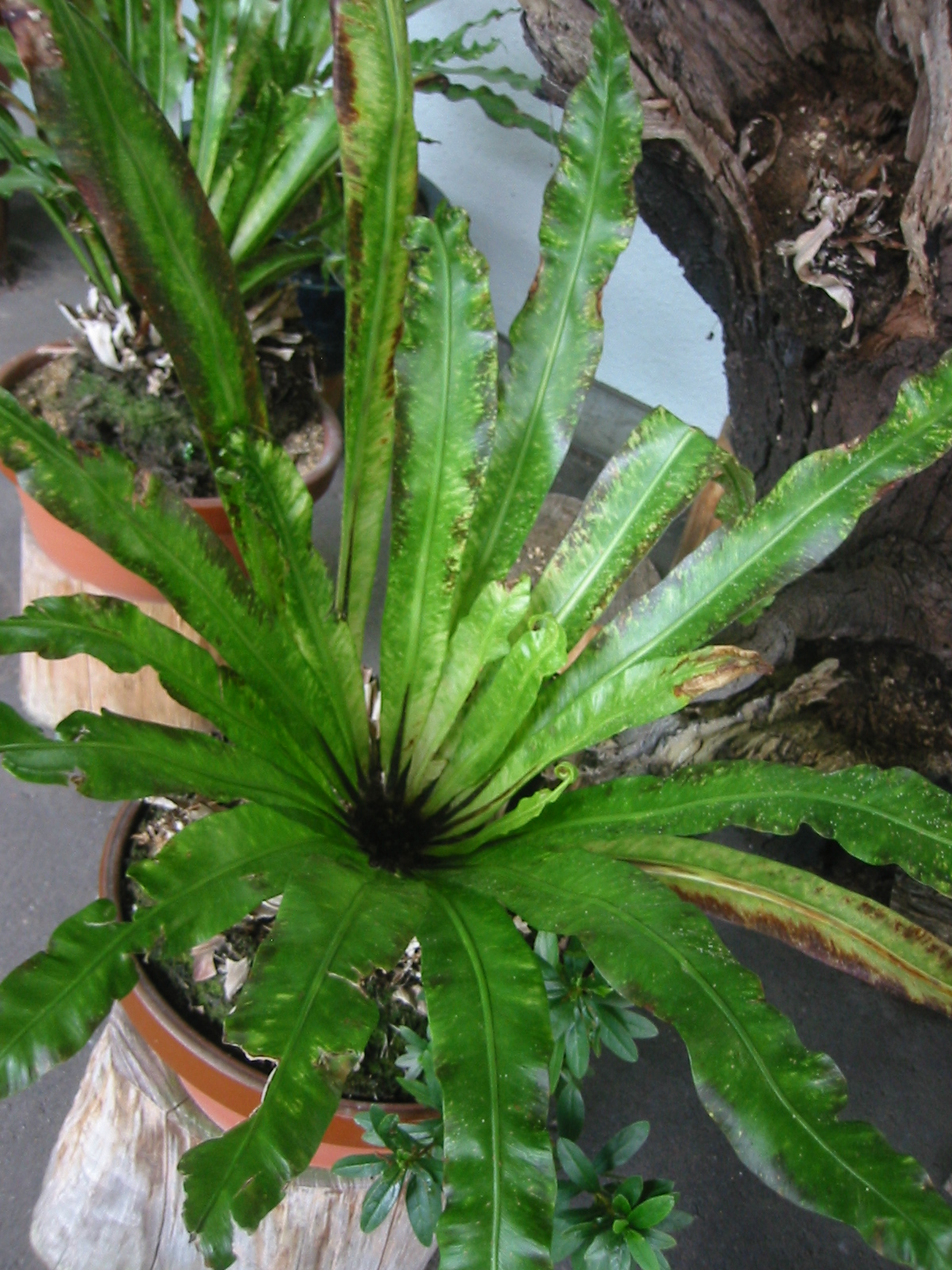
Sleziník Asplenium antiquum
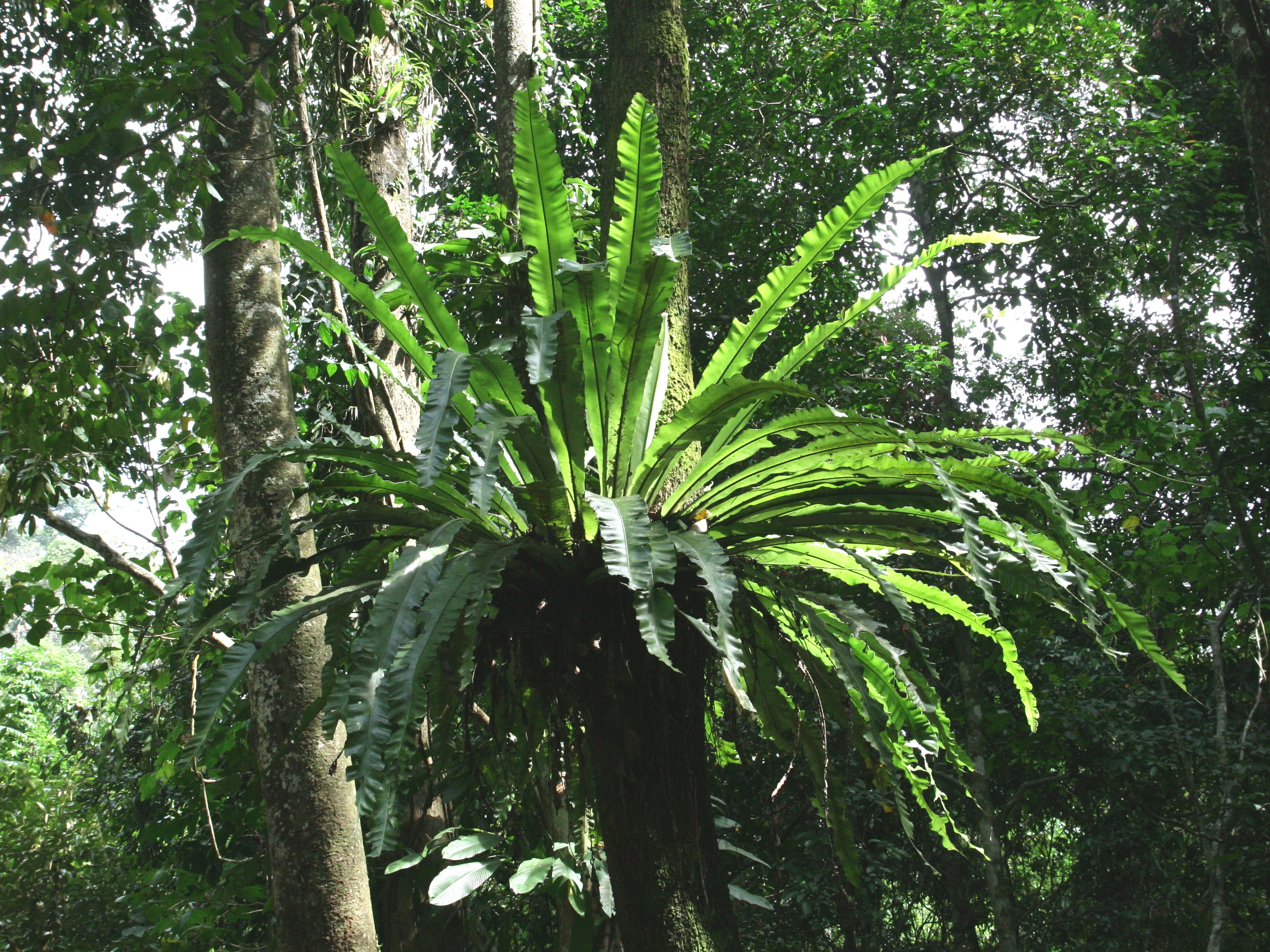
Sleziník hnízdatý (Asplenium nidus) v přirozeném prostředí na Sumatře

## Zástupci
- jelení jazyk celolistý (Asplenium scolopendrium, syn. Phyllitis scolopendrium)
- kyvor lékařský (Asplenium ceterach, syn. Ceterach officinarum)
- sleziník (Asplenium)

## Přehled rodů
Asplenium (včetně rodů Camptosorus, Ceterach, Diellia, Loxoscaphe, Phyllitis a Pleurosorus), Hymenasplenium